# Giuseppe Valmarana
Giuseppe Valmarana (Vicenza, 25 luglio 1817 – Venezia, 7 febbraio 1893) è stato un politico italiano.
Fu senatore del Regno d'Italia dalla XVI legislatura e deputato del Regno durante la X legislatura e fino al 13 gennaio 1868, quando si dimise.